# Sky chord ~오토나니나루키미에~
Sky chord 〜어른이 되는 너에게〜(Sky chord 〜大人になる君へ〜)는 일본의 싱어송 라이터 츠지 시온의 2번째 싱글이다. 2009년 2월 25일 DefSTAR RECORDS에서 발매되었다.
본 작품은 발매 이전부터 졸업 노래로서도 주목되고 있었으며, 츠지 시온은 발매 전 2009년 2월 26, 27일에 학교에서 비밀 라이브를 개최했었다.

## 수록곡
1. Sky chord 〜大人になる君へ〜
(Sky Chord 〜어른이 되는 너에게〜)
테레비 도쿄계 애니메이션 '블리치' 엔딩 테마송
2. Brand new day
KBC테레비 '2009후지빵CUP YOUTH U-12 SOCCER TOURNAMENT' 테마송
3. Candy kicks (Acoustic Version)
첫 번째 싱글 곡인 'Candy kicks'의 어쿠스틱 버전
4. Sky chord 〜大人になる君へ〜 (Instrumental)
(Sky Chord 〜어른이 되는 너에게〜(Instrumental))

전곡 작사/작곡：츠지 시온 편곡：mw

## 수록 앨범
- Catch!（#1）